# 图伊内赫
图伊内赫（西班牙語：Tuineje），是西班牙加那利群岛拉斯帕尔马斯省的一个市镇，位于富埃特文图拉岛东南部。总面积276平方公里，总人口14791人（2018年），人口密度54人/平方公里。